# Катастрофа Ту-154 под Дамаском
Катастрофа Ту-154 под Дамаском — авиационная катастрофа, произошедшая в четверг 23 марта 1978 года близ Дамаска, при этом погибли 4 человека.

## Самолёт
Ту-154 с заводским номером 74A-027 и серийным 00-27 был выпущен Куйбышевским авиазаводом в мае 1972 года и передан болгарской авиакомпании Балкан, где получил бортовой номер LZ-BTB и начал эксплуатироваться. В июле 1977 года самолёт был переделан в модель Ту-154Б, при этом на нём установили 3 турбовентиляторных двигателя НК-8-2У. Борт LZ-BTB был одним из 6 Ту-154, арендованных с ноября 1977 года по январь 1978 года ливийской авиакомпанией Libyan Arab Airlines для перевозки паломников, следующих на хадж в Мекку и обратно (см. также про борт LZ-BTN). Общий налёт авиалайнера ко дню катастрофы был около 7800 часов.

## Катастрофа
Самолёт выполнял тренировочный полёт (по отдельным данным — грузовой) по маршруту София — Дамаск — Шарджа. На его борту находились 4 члена экипажа, включая пилота-ученика. Заход на посадку в Дамаске выполнялся под управлением ученика, который допустил снижение ниже безопасной высоты. В результате в 22,5 км северо-восточнее Дамасского аэропорта Ту-154 врезался в возвышенность и полностью разрушился. Все 4 человека на борту при этом погибли.